# Lysiteles excultus
Lysiteles excultus är en spindelart som först beskrevs av O. Pickard-Cambridge 1885.  Lysiteles excultus ingår i släktet Lysiteles och familjen krabbspindlar. Inga underarter finns listade i Catalogue of Life.